# Charlotta Jonsson
Jenny Charlotta Jonsson (født 11. maj 1973 i Umeå) er en svensk skuespillerinde. Hun er bedst kendt for sin rolle som Charlotte Ekebladh i tv-serien Sjätte dagen og som Linda Wallander i filmserien Wallander, en rolle hun overtog fra Johanna Sällström i 2013.
Jonsson studerede på Teaterhögskolan i Göteborg fra 2000 til 2004.

## Udvalgt filmografi
- Sjätte dagen (tv-serie, 1999-2001)
- Saltön (tv-serie, 2005-2007)
- Höök (tv-serie, 2008)
- Solsidan (tv-serie, 2010)
- Manden der ikke var morder (tv-serie, 2010)
- Wallander (tv-serie, 2013)
- Kommissæren og havet (tv-serie, 2015-2016)
- Beck (tv-serie, 2016-2018)
- Juni (2022)
- Mord i Skærgården (tv-serie, 2023)